# Venus Doom
Venus Doom (englisch für etwa „Venusverdammung“) ist das sechste Studioalbum der finnischen Dark-Rock-Band HIM. Venus Doom erschien am 14. September 2007 in Finnland und Deutschland, drei Tage später im Rest Europas und am 18. September in den USA und Kanada.

## Albumtitel
Auch dieses Mal wurde wieder versucht innerhalb des Titels einen Kontrast im Yin-und-Yang-Stil herzustellen. Venus Doom bezieht sich einerseits auf Doom wie in Doom Metal (Doom = engl. für Untergang, Verderben, Verhängnis, Schicksal, Verdammung, schlimmes Schicksal, Todesurteil etc.) und im Kontrast dazu auf Venus, die Göttin der Liebe.
Sänger Ville Valo sagte außerdem folgendes über den Albumtitel: "[…] Ich dachte dabei an die klassische „Femme fatale“ und die chaotische, schöpferische und zerstörerische Kraft der Liebe. Darum dreht sich auch das betreffende Stück. Eine komplette Selbstaufgabe für die Liebe, bei der alle gewöhnlichen, rationalen Regeln schlicht versagen. Zumindest für mich ist Liebe etwas, das dich fortreißt und dich zu ihrem Sklaven macht."
Im Kontext mit dem Text des gleichnamigen Liedes lässt sich das Wort Doom in Venus Doom am ehesten mit Verhängnis, Verderben oder Untergang übersetzen. Es heißt im Lied unter anderem: "All dreams are of you – my Venus Doom". Venus Doom steht also höchstwahrscheinlich als Metapher für eine Frau, die einen ins Verderben (Unglück) stürzt. Die Übersetzung lautet demnach: "Alle Träume handeln von dir – mein Venus-Verderben (oder ...mein Venus-Untergang, evtl. auch ...mein Venus-Schicksal oder ...Venus-Verhängnis)".

## Albumcover
Das Cover ist ein Gemälde des US-amerikanischen Künstlers David Harouni, das Valo in dessen Galerie in New Orleans entdeckte, worauf er um eine Verwendung dessen für das neue Album bat. Auf dem Gemälde ist, in Rottönen, eine afrikanische Frau abgebildet. Im Booklet befindet sich ein Bandfoto und die Liedtexte in Valos Handschrift.

## Entstehungsgeschichte
Im Mai 2007 machte Sänger Valo einen Alkoholentzug in Malibu, er sagte: "You can’t call this a rehab album cos I did most of it drunk. […]" ("Dieses Album kann man nicht als Reha-Album bezeichnen, weil ich das meiste davon in betrunkenem Zustand machte. […]"). Die Aufnahmen fanden also noch vor seinem Entzug statt.
Die Band probte zusammen ungefähr 3 Monate und machte ein paar Demos, bevor das Album in 2 Monaten aufgenommen wurde, das Mixing dauerte nochmals 2 Wochen. Ville Valo sammelte zuvor Ideen und schrieb die Grundstrukturen der Lieder über einen Zeitraum von sechs Jahren hinweg.
Das Album wurde, wie zuletzt Love Metal (2003), gemeinsam von Tim Palmer und Hiili Hiilesmaa produziert. Im Gegensatz zu Dark Light (2005) entstand Venus Doom nicht komplett in den USA, sondern auch in der finnischen Heimat der Band. Die Aufnahmen entstanden in den Finnvox Studios in Helsinki, das Mischen in den Paramount Studios in Los Angeles.

## Veröffentlichungen und Chartplatzierungen
Das Album erschien in drei Varianten. Neben der Standardversion, die neun Lieder aufbietet, erschien zudem ein limitiertes Digibook, das neben dem neuen Artwork eine Bonus-CD besitzt, auf dem zwei Remixe von Dead Lovers' Lane und Love in Cold Blood zu finden sind. Des Weiteren existiert das Album in einer streng auf 1.000 Exemplare limitierten Fassung, die in einer aufwändigen Buchform veröffentlicht wurde und die weitere Inhalte bietet.
Als Vorabsingle wurde bereits am 7. September 2007 das Lied The Kiss of Dawn veröffentlicht, das in Finnland den zweiten Rang der Charts erklomm und in Deutschland auf Rang 44 einstieg. Das Lied Passion's Killing Floor war bereits ab dem 3. Juli 2007 auf dem Soundtrack zum Transformers-Kinofilm zu hören. Insgesamt gilt die Rückkehr der Band zu ihren härteren Wurzeln als gelungen. In ihrem Heimatland Finnland kletterte Venus Doom daher auf Anhieb auf Rang 2, in Deutschland stieg die Platte auf Rang 3 der Album-Charts ein. Als zweite Singleauskopplung erschien am 9. Dezember 2007 Bleed Well, jedoch nur in Großbritannien. Das dazugehörige Musikvideo war Wochen vorher exklusiv im Internet zu erblicken. Eine Veröffentlichung der Maxi-CD in anderen Ländern fand nicht statt.

## Musikstil und Thematik
Valo sagte über Cyanide Sun, dass dieses Lied und Sleepwalking Past Hope bei einem Urlaub in Lappland entstanden und sie sich für ihn sehr nach Filmmusik ("cinematic") anhören.

## Infos zu den Videoclips
Es entstanden Musikvideos für The Kiss of Dawn und Bleed Well. Bei beiden führte wieder Meiert Avis (Regisseur von Wings of a butterfly) Regie. Für die Live-DVD Digital Versatile Doom – Live at the Orpheum wurde am 15. und 16. November Konzertauftritte in Los Angeles gefilmt. Am zweiten Tag fand auch der Videoclipdreh für Bleed Well statt. In beiden Videoclips geschieht nicht viel, die Band spielt jeweils einfach nur in einem Raum.
Für Cyanide Sun, Venus Doom, Love in Cold Blood, Dead Lover's Lane und Passions Killing Floor entstanden Teaser, die jeweils ein paar Sekunden eines Musikvideos zeigen. Die Teaser entstanden offensichtlich alle am selben Tag und wurden dann digital bearbeitet, um unterschiedliche Hintergründe zu bekommen. Diese Videos wurden anscheinend nie fertig gestellt, ob das so beabsichtigt war und die Teaser nur als Werbung für das Album vorgesehen waren, ist nicht bekannt.

## Infos zu einzelnen Songs
- Einige Lieder des Albums haben HIM nie live gespielt: Cyanide Sun, Venus Doom, Love in Cold Blood und Song or Suicide
- Passion’s Killing Floor: Der Refrain (ohne den Text) entstand schon 1998 und das Hauptriff 2001.[4]
- Cyanide Sun handelt von seiner Beziehung zu seiner Ex-Verlobten.[4]
- The Kiss of Dawn widmete Valo einem Freund der Selbstmord beging.[4]
- Song or Suicide: Der Titel stammt aus einem Zitat der Folk-Sängerin Julee Still.[4]

## Titelliste
Die Stücke ohne weitere Angaben wurden von Ville Valo geschrieben.

### Venus Doom (Standard-Version)
1. Venus Doom – 5:08
2. Love in Cold Blood – 5:55
3. Passion's Killing Floor – 5:11
4. The Kiss of Dawn – 5:55
5. Sleepwalking Past Hope – 10:03
6. Dead Lovers' Lane – 4:29
7. Song or Suicide – 1:11
8. Bleed Well – 4:25
9. Cyanide Sun – 5:54

### Bonus Disc der Special Edition (Digibook)
1. Love In Cold Blood (Special K Remix) – 4:25
2. Dead Lover’s Lane (Special c616 Remix) – 4:29

### Bonus Disc der Limited Edition (Buchdesign)
1. Love In Cold Blood (Special K Remix) – 4:25
2. Dead Lover’s Lane (Special c616 Remix) – 4:29
3. Bleed Well (Acoustic Version) – 3:53